# Ernst Andreas Friedrich
Ernst Andreas Friedrich (* 23. August 1924 in Asch, Tschechoslowakei; † 18. Mai 2013 in Göttingen) war ein deutscher Buchautor und langjähriger Pressesprecher des Niedersächsischen Ministeriums für Ernährung, Landwirtschaft und Forsten in Hannover. 

## Leben
Nach seiner Rückkehr vom Kriegsdienst im Zweiten Weltkrieg studierte Friedrich ab 1946 Volkswirtschaftslehre an der Universität Heidelberg, wo er das Diplom-Examen ablegte und promovierte. Anschließend erlernte er den Journalistenberuf, den er über 13 Jahre in Heidelberg, Mannheim und Hannover ausübte. In Hannover redigierte er als Agrarjournalist das Magazin „Übersicht“ des Landbuch-Verlages, das auf besondere Beiträge in den zahlreichen Landwirtschaftsblättern aufmerksam machte.
Von 1963 bis 1990 war Friedrich Pressereferent im Niedersächsischen Ministerium für Ernährung, Landwirtschaft und Forsten. Neben seinem Beruf betätigte er sich als Buchautor. Im Mittelpunkt seines schriftstellerischen Wirkens standen heimatkundliche Themen im Land Niedersachsen aus den Bereichen Geologie, Botanik und Geschichte.

## Auszeichnungen
- Max-Eyth-Denkmünze für Agrarpublizistik der Deutschen Landwirtschafts-Gesellschaft

## Werke
- Naturdenkmale Niedersachsens, 1980
- Gestaltete Naturdenkmale Niedersachsens, 1982
- Niedersachsen: Schatzkammer der Natur, 1987
- Wenn Steine reden könnten: aus Niedersachsens Geschichte, Band 1, 1989
- Wenn Steine reden könnten: aus Niedersachsens Geschichte, Band 2, 1992
- Wenn Steine reden könnten: aus Niedersachsens Geschichte, Band 3, 1995
- Wenn Steine reden könnten: aus Niedersachsens Geschichte, Band 4, 1998
- Steine erzählen aus Niedersachsens Geschichte. Das Beste aus „Wenn Steine reden könnten“, 2001